# 鼎山街道
鼎山街道，是中华人民共和国重庆市江津区下辖的一个乡镇级行政单位。街道西与几江街道、德感街道，北与圣泉街道、九龙坡区西彭镇，东与支坪镇，南与先锋镇毗邻。街道办事处位于鼎山大道622号。街道区域内有江津区中心医院、江津区体育馆、江津区人民检察院、江津消防救援支队等重要市政建筑。

## 行政区划
鼎山街道下辖以下区域：
琅山社区、东门社区、长风厂社区、艾坪社区、高牙村、仙池村和双碑村。